# 利嫩
利嫩是德国北莱茵-威斯特法伦州的一个市镇。总面积73.33平方公里，总人口8541人，其中男性4297人，女性4244人（2011年12月31日），人口密度116人/平方公里。